# 懐中電灯

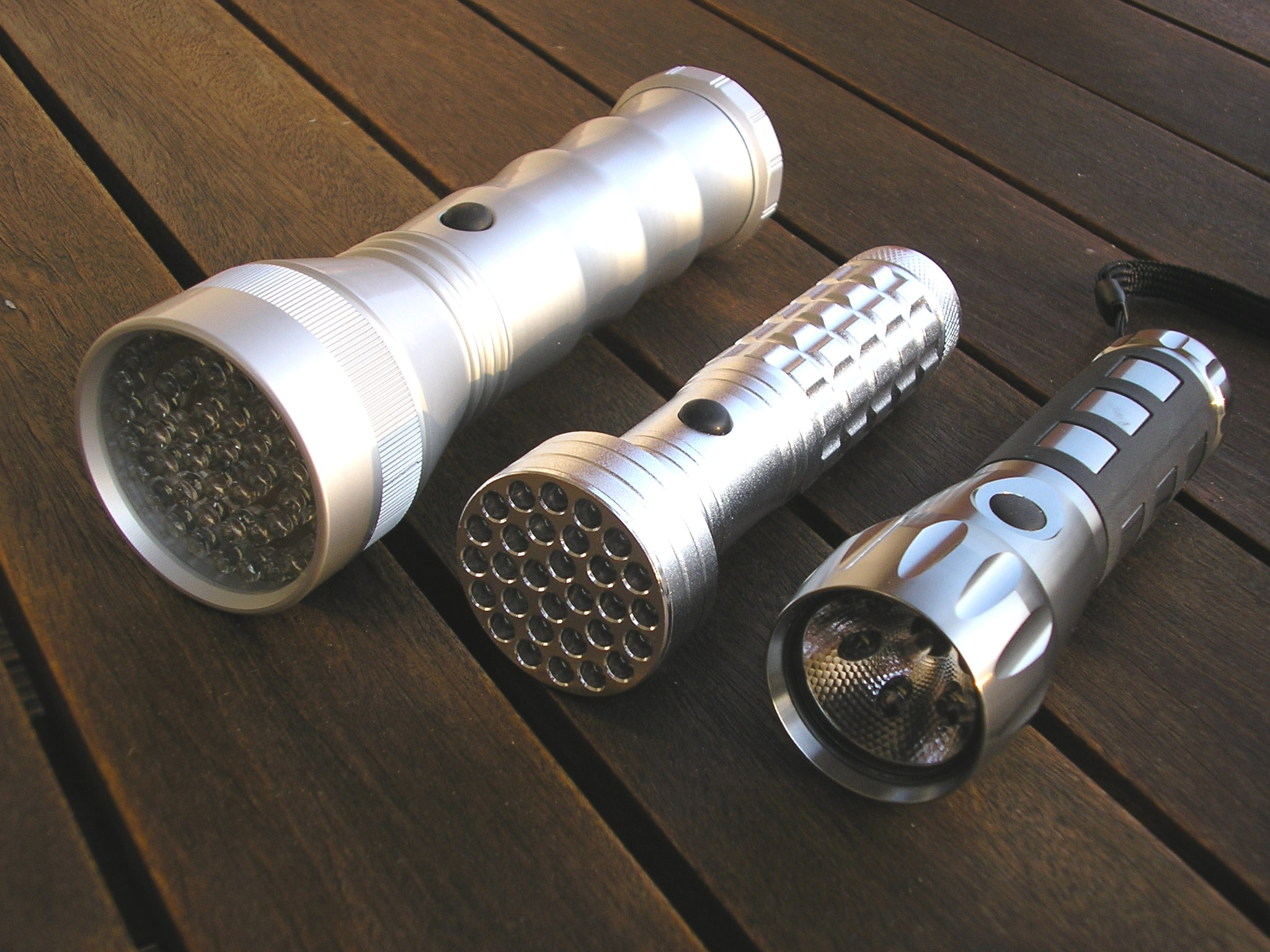
懐中電灯、3種。いずれも近年のLED式。

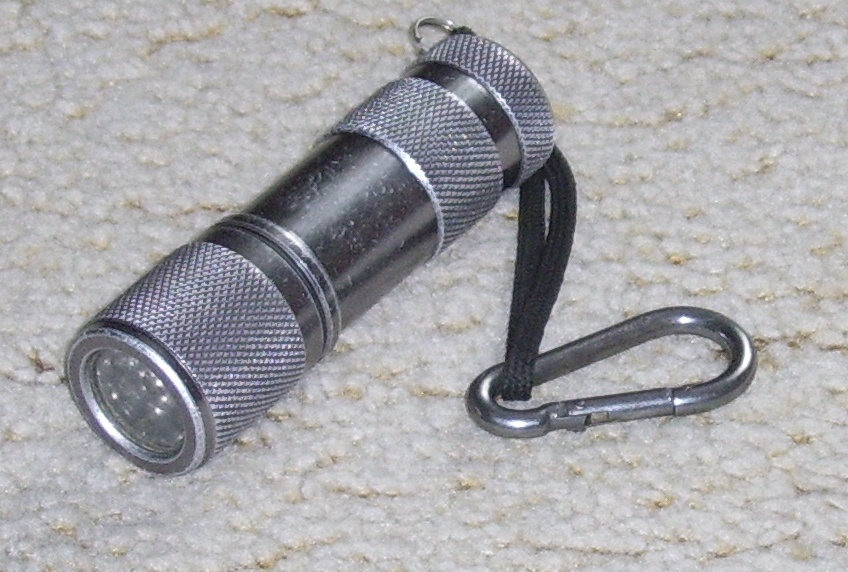
LED式の中でも安価なもの。百均で100円で販売されている（電池別売）。電源は単４電池 x3本。

懐中電灯（かいちゅうでんとう）とは、電池類（乾電池や蓄電池）を電源とした携帯型の電灯。
アメリカ英語では flashlight（フラッシュライト）、イギリス英語では electric torch エレクトリック・トーチまたは単に torch（トーチ）という。

## 概要
懐中電灯は携帯型の電灯であり、携行できるよう電源に電池類（乾電池や蓄電池）を用い、小型に設計されている。
従来は光源に豆電球を用いたものが多かったが、近年は消費電力が小さく素子の寿命も長い高輝度LEDを用いた製品が多い。LEDは特定の方向を明るく照らす用途に向いている。一方で面的な光源である蛍光灯やエレクトロルミネセンスを利用したものは、周辺を明るく照らす用途に向いている。

用途は夜間もしくは暗所においての光源であり、災害時などにも役立つ。特定の角度を明るく照らし出すものと、電池式ランタンのように周囲を明るく照らすために利用されるものがある。

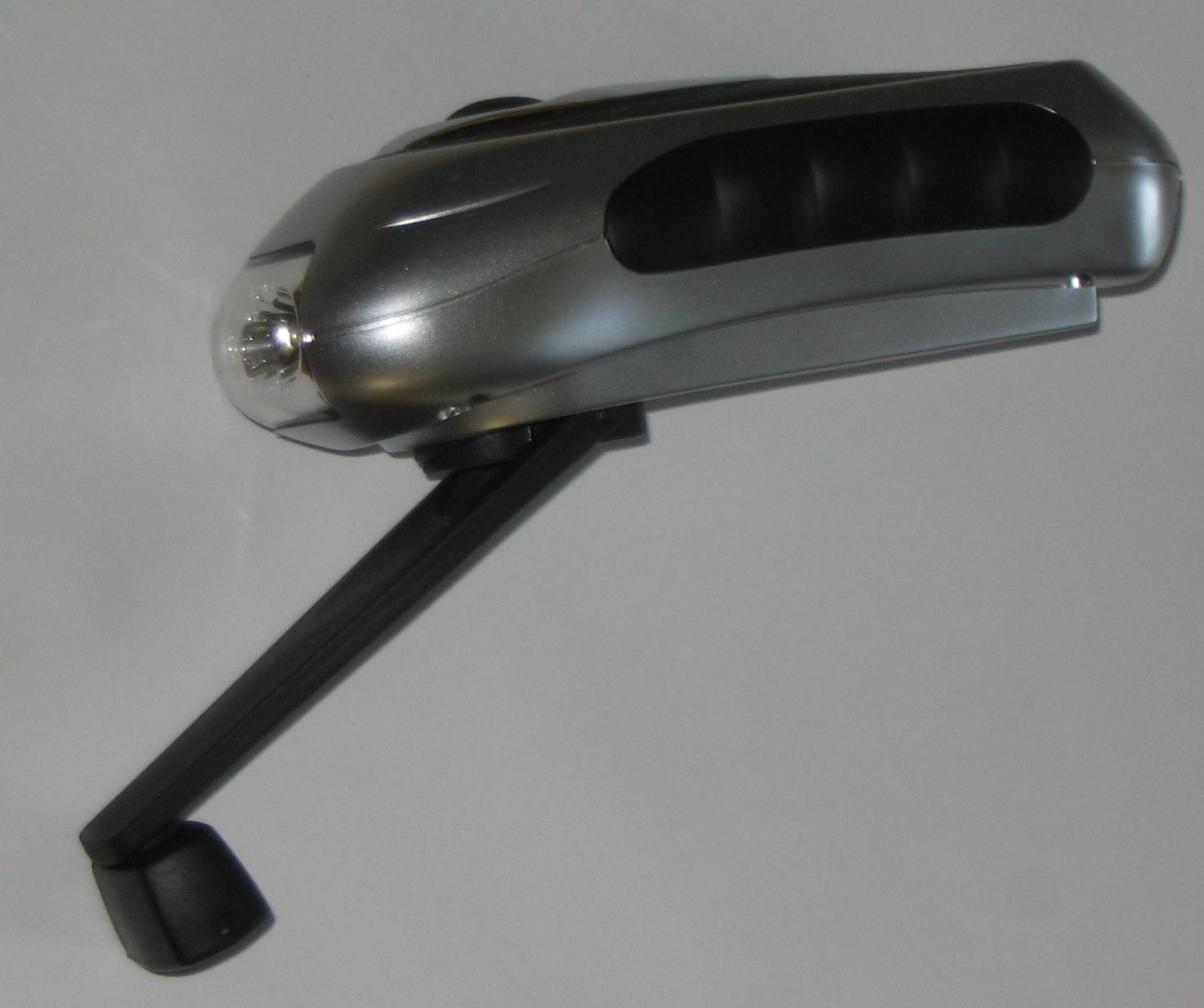
人力発電のLEDライト
ハンドルを手回しして充電する。

乾電池を電源としているものが多いが、非常用にと普段余り顧みずに放置していると液漏れや自然放電によって、いざという時に使用できない可能性がある。また、非常時には乾電池の入手が困難な場合もあるため、太陽電池や手動の発電機で内蔵した蓄電池を充電する機種もある。
光をコントロール出来る製品では、レンズによる照射範囲と照射距離の可変、照度の調整、点滅やSOSモールス信号点滅、光の色の切り替え等がある。
有名な懐中電灯のブランドとしてはマグライトが挙げられる。他にも総合家電メーカー、電池メーカー、工具メーカー、アウトドア用品メーカー、文房具メーカーなど大小様々なメーカーから多様な製品が発売されている。家電量販店、ホームセンター、アウトドア用品店、コンビニエンスストアのほか、安価なものは100円ショップでも販売されている。
また、被災時に役立つようラジオ受信機と一体になっているものもある。
ボールペン、腕時計、キーケースなど、普段から携行する製品に簡易的な懐中電灯を内蔵させているものもある。現在ではスマートフォンが簡易式の懐中電灯を内蔵している。

## 歴史
| ミゼルの特許 617,592号 |  | 1899年製懐中電灯 |
| ミゼルの特許 617,592号 |  | 1899年製懐中電灯 |

1896年に最初の乾電池が発明され、それまでの液体を利用した湿電池に比べて持ち運びの安全性が増したことが懐中電灯開発の背景にある。
1899年1月10日、アメリカン・エレクトリカル・ノベルティ・アンド・マニファクチャリング・カンパニー（現在のエナジャイザー。「エバレディ」ブランドの乾電池で知られる）がイギリスの発明家のデヴィッド・ミゼルから特許（U.S. Patent No. 617,592 1898年3月12日）を取得した。ミゼルの発明品は今日の懐中電灯であり、紙製の円筒の中に乾電池を収め、その終端に電球と真鍮製の反射板を収めたものだった。同社は開発した懐中電灯をニューヨーク市警に寄付し好意的な反応を得た。
当初の懐中電灯はマンガン乾電池を使用していたが、安定した電力を供給することが難しく、電流を時々切って休ませないと稼動させ続けることができなかった。しかも電球はエネルギー効率の悪い炭素性フィラメントを用いた電球だったため、短い間隔で電流を切って休ませなければならなかった。こうしたことから初期の懐中電灯は短い時間にパッと光を浴びせることしかできなかったため、「フラッシュライト」の名で呼ばれるようになった。
- クリプトン豆電球式ライト 東芝 K-142

## 構造
発光素子（豆電球、高輝度LED、蛍光灯）、電源（乾電池、二次電池、発電機）、スイッチ、反射鏡などから構成されている。構造が簡素な物では頭部を回すことで点・消灯させている。これは、スイッチを別に設ける必要が無く、防水パッキンなどで比較的簡単に防水構造を作れるからである。また、爆発性ガスの充満しているような現場で使うために、極めて気密性の高い構造にしているものもある（防爆型）。そのほか、旅館などで見られる常備灯のようにスイッチが無く、台座から取り外すと点灯するものがある。このタイプは懐中電灯を支える部分が電池と電池の間の絶縁スペーサーも兼ねていて、壁から取り外すと電池が接続されて点灯する。

## 光源
豆電球
小型の白熱電球。電球は消耗品だが、キセノンやクリプトンなどの希ガスやハロゲンなどを封入し寿命を延長したものもよく使われる。長時間利用したり点灯中に強い衝撃を与えると断線することがある。照らせる範囲に幅があり、反射鏡を調節することで任意の範囲を照らせるなど融通が利く。反射鏡の形状によっては、光線の照射ムラが発生するため、読書や細かい作業を行う照明に向かないことがある。古くからあるため多様な製品が存在するが、近年はLEDの普及により姿を消しつつある。一方で演色性などスペクトル分布がLEDに比べ有利であり、宝石鑑定、色彩評価などで重宝され一定の需要がある。
蛍光灯
テントの中など広く照らしたい用途向け。面発光であるため、広範囲を照らすことができ、光線のムラが少ないなどの特徴がある。ただ消費電力は大きく、アルカリ電池など容量の大きい電池が必要である。遠くを照らす用途には向かない。消耗品である蛍光灯サイズの制約から中型〜大型の製品が多い。近年はLEDの普及により姿を消しつつある。
LED
白色LEDが用いられるが、簡易的なものでは赤や緑、青なども使われる。また、特殊用途向けでは、赤外線、紫外線を発するものもある。豆電球と違って衝撃で断線することがない。また、消費電力が小さいことから長時間使用が可能であり、より小型の電池で利用できることからキーホルダー型など小型の製品も多い。消費電力の小ささから、発電式のものでも一度の発電で長時間点灯できる。発生熱量も格段に小さいため、小型軽量で密閉防水構造の製品も多い。高光量を得るために複数個のLEDを使用したり、高効率のLEDを使用する製品もある。2000年代後半から表面実装（COB）の小チップ型LEDの性能が飛躍的に向上し、2010年代以降は小チップ型1枚で1000ルーメン以上の明るさを発揮する製品も数多く登場している。また、豆電球タイプの交換用のLED球も存在しており、口金や端子および電圧が合えば豆電球タイプの懐中電灯を簡単にLED化可能である。
エレクトロルミネッセンス (EL)
上記LEDもELの一種ではあるが、この他に薄膜EL素子（→有機エレクトロルミネッセンス）を使って面発光するものがある。現行では懐中電灯というよりも表示機材の一種ではあるが、将来的には面発光することにより蛍光灯並みの明るさで、遥かに少ない電力で照らせるものの開発も期待されている。
HIDライト（High Intensity Discharged lamp）
HID（放電光）を光源としたもので、いわゆるメタルハライドランプもこの一種。動作電圧が高いため電池を電源とする懐中電灯には向かなかったが、従来より自動車ヘッドライトやプロジェクタ光源として利用されており、軍用懐中電灯などで製品化されていた。フィラメントを使用する電球一般より寿命が長く、突然断線するということがない。また、色温度の高い白色光で高輝度を特徴とする。エネルギー効率も高いが、電圧安定器を必要とすることから器具本体が重くなり、価格も高い。放電光ランプの常として発生熱も大きめであり、密閉防水構造が取りにくいことから防水性の高い製品は限られる。近年はLEDの高効率化により姿を消しつつある。

## 種類
（家電量販店やホームセンターなど広く流通しているもの）
- ペンライト、ポケットライト - 主に筒状の構造で細長いペンのような形状をしている。クリップが付いている物も多くペンのようにポケットに挿すなどして携行出来る。電源には単四形または単三形の乾電池を用いるものが多い。
- キーホルダーライト - 単四電池一本や小型の物ではアルカリボタン電池またはコイン形リチウム電池を用いるものが多い。キーライトとも
- ヘッドランプ - 頭に取り付けて使用する。両手が自由になるため、暗所での作業全般から、登山や釣りといったアウトドアレジャーまで幅広く普及している。
- ランタン - 360度の全方向に光を拡散する物や面発光で広範囲を照らす物。主にアウトドアや防災用に普及している。ガスや灯油を用いた旧来のランタンの形状を模した物や円柱、立方体、平面など様々であり、安定して置いたり吊るすなどが容易な形状や機能を備える。エリアライトなどの呼び名もある。
- 常備灯 - 普段は電池を分離するスペーサーが付いた専用の支持台に取り付けられており、そこから取り外すと電池の接点が繋がり点灯する仕組みのものや、持ち上げたり転倒すると点灯するもの、コンセントに刺さった状態で常に充電しており停電を感知して点灯する物などがある。
- 多機能ライト - 家庭用防災用品としての多機能としては、ラジオ、時計、非常用サイレンまたはブザー、テレビ、携帯電話の充電器などの機能を搭載。車載用防災用品としての多機能としては、ガラス割りハンマー、シートベルトカッターなどを搭載。やや大型で“懐中”とは言い難いものもある。
- 自転車ライト - 前照灯。簡単な仕掛けで自転車と着脱可能な物は離れる時に携行出来る、この点で懐中電灯と呼べる。多くは雨や飛沫に対する防水性能や防塵性能を備え走行中の振動も考慮した設計が重要となる。道路交通法に適合した照度で設計されている必要があり、取り付け位置や使用方法にも法的な制限がある。他者からの視認性を考慮して側面にも光が回り込む設計がされていたり、道を広く照らすために広角の配光である場合が多い。この分野の懐中電灯メーカーでは自転車用に特化したメーカーや自転車用品メーカーからの参入も多くみられる。

（その他）
- 天体観測用ライト - 眼が電灯の明るさに慣れて、暗視に必要な視紅素が失われることで暗い星が見えなくなるのを防ぐため、赤色光を発する天体観測用の補助照明。
- 軍や警察向けの懐中電灯 - 単に暗がりを照らすだけでなく、高い照度で敵を眩惑させるために使ったり、鈍器（警棒の類）として使用される。（シュアファイアやストリームライトといったブランドがある）
- 水中ライト - 完全防水仕様。スキューバダイビングをはじめとした水中用。対応できる水深が明記される。
- フレキシブルライト - 自在に曲がるフレキシブルパイプの先端に光源が付いている物と光源の先端から柔軟で透明な素材を用いて導光する物がある。狭く入り組んだ箇所を照らす機械作業等に用いられる。
- 自動巻発電方式 - 内部にコイルと強力磁石を内蔵しており、本体を振ると磁石が動いて電磁誘導の原理により発電する。自動巻発電腕時計と同じ原理。余った電力はコンデンサやバッテリーに蓄えられる。
- ダイナモライト - 手回し式または弾み車とワインダーを組み合わせて回す発電機を搭載。上述の多機能ライトの機能をいくつか取り込んだものもあり、防災用に多い。
- 非常信号灯 - 懐中電灯から派生した製品。赤色で広範囲を照らせる散光タイプが多い。スイッチ切り替えで通常の懐中電灯として使用できるものもある。自動車向けのものでは、発炎筒の補助や代替用として販売されている。底面に磁石が付いており自動車のボデー等に取り付けて点灯できるものもある。
- コードレス蛍光灯 - 安定器を用いずインバータにより、電池の電圧を昇圧して蛍光灯を点灯させる。そのためグロースタータ（グロー球）の必要性はない。豆電球も内蔵しているものが多い。乾電池は単一電池より小さくなると電池寿命が短い。初期のナショナル製品などでは大ぶりで多機能ライト並みの本体サイズであったが現在では単三電池で照らす方式の場合ポケットに入るサイズにまで小型化されている。
- ウェポンライト - アサルトライフルや短機関銃といった小火器と併せての使用を想定して設計されており、ピカティニー・レールと接続可能なものが多い。暗がりを照らしたり、相手を眩惑するのに用いる。ライトの角度をあらかじめ調節しておくことで、近距離において照らされた範囲に向かって射撃するための簡易照準具としても応用できる。「タクティカル（戦術）ライト」とも呼ばれる。頑丈であったり、黒や迷彩といった彩色の採用が多い。
- 医療用ペンライト - 主に医療従事者が適切な知識をもって診察に使用する物で、眼球を照らして瞳孔などを観察する際に網膜を傷めない程度の照度に調整されたもの。外見の似る通常のペンライト等で真似事をすれば重大な事故になる。
- 単一波長のライト - 赤、緑、青、赤外線、紫外線等のライトで、複数の波長の混ざった白等と異なるライト。それぞれの波長の特性を利用したり、色による信号として用いたりする。一つの懐中電灯に複数の波長(色)を搭載して切り替えられる物もある。
- 防爆型ライト - 引火性や爆発性の気体や粉塵の雰囲気中で使用できるライトで、高い気密性で電気接点や高温になる箇所と外気を遮断し、落下などの強い衝撃や静電気で火花が出ない素材で作られ、点火の原因とならないようにして爆発を予防する物。爆発から機能を防御(耐爆)という意味ではない。主に消防や化学工場など、可燃性のガスや液体や火薬や粉塵の雰囲気に接近する可能性がある者が適切な知識を有して用いる。イエローやオレンジの蛍光色の物が多い。

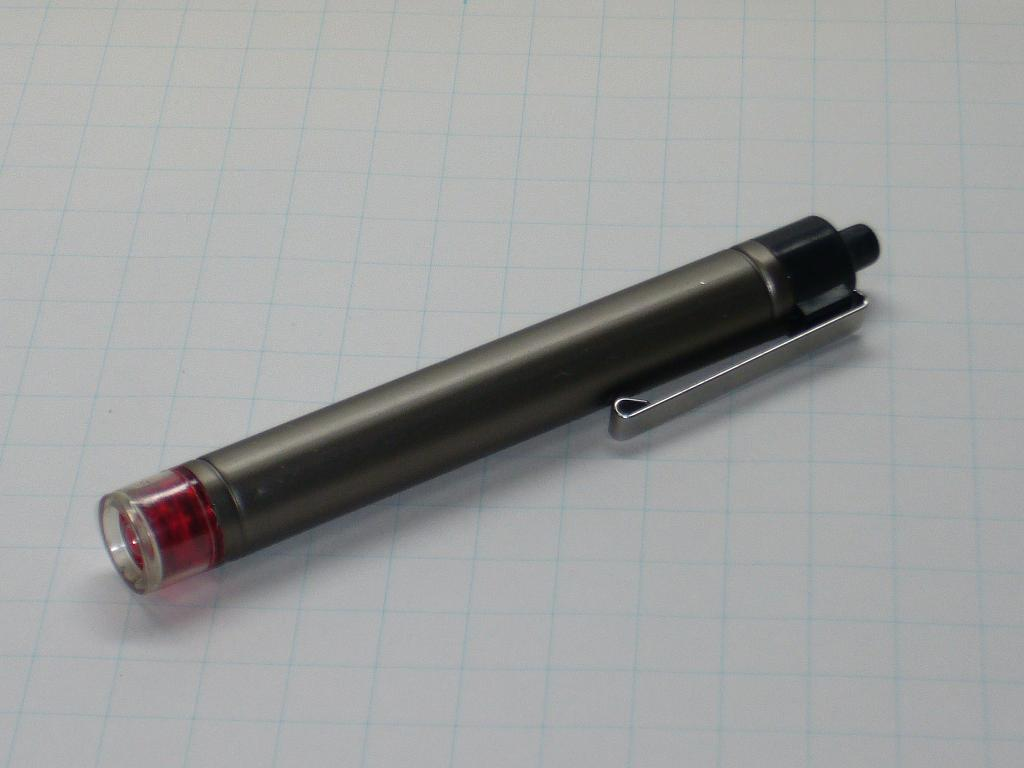
ペンライト（パナソニック製）
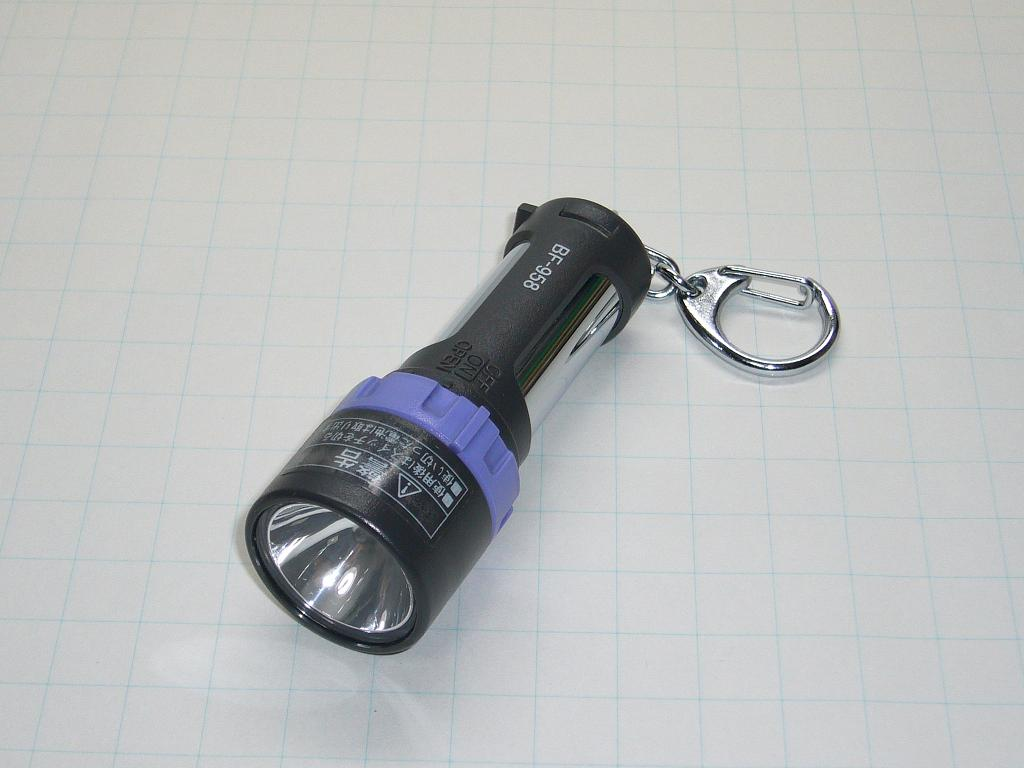
キーホルダーライト
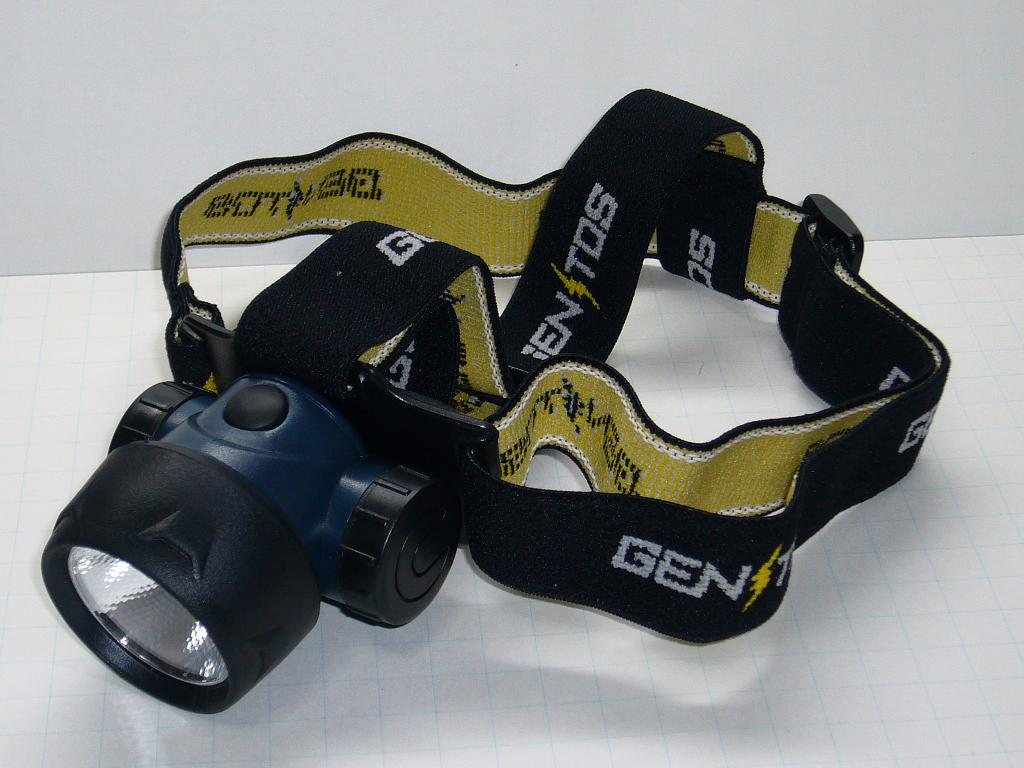
ヘッドランプ　(ジェントス製)
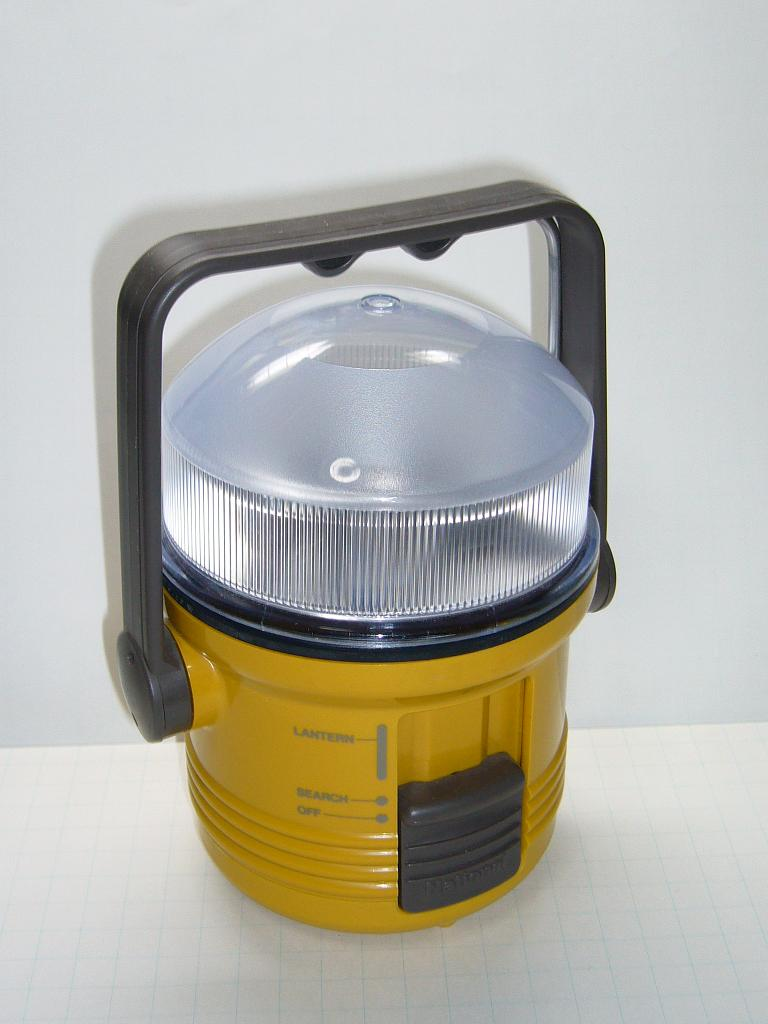
ランタン（パナソニック製）
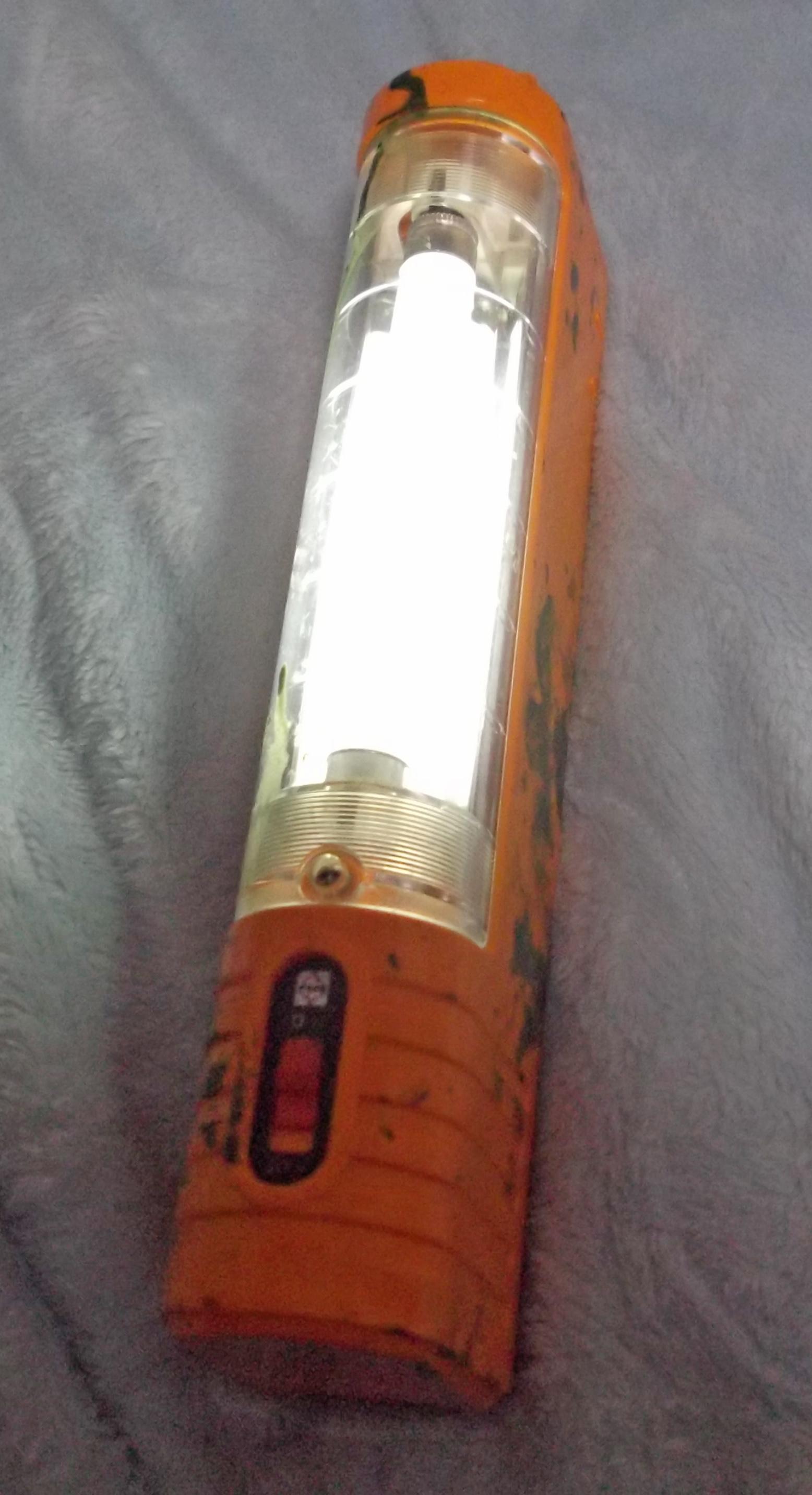
コードレス蛍光灯（ナショナル製）
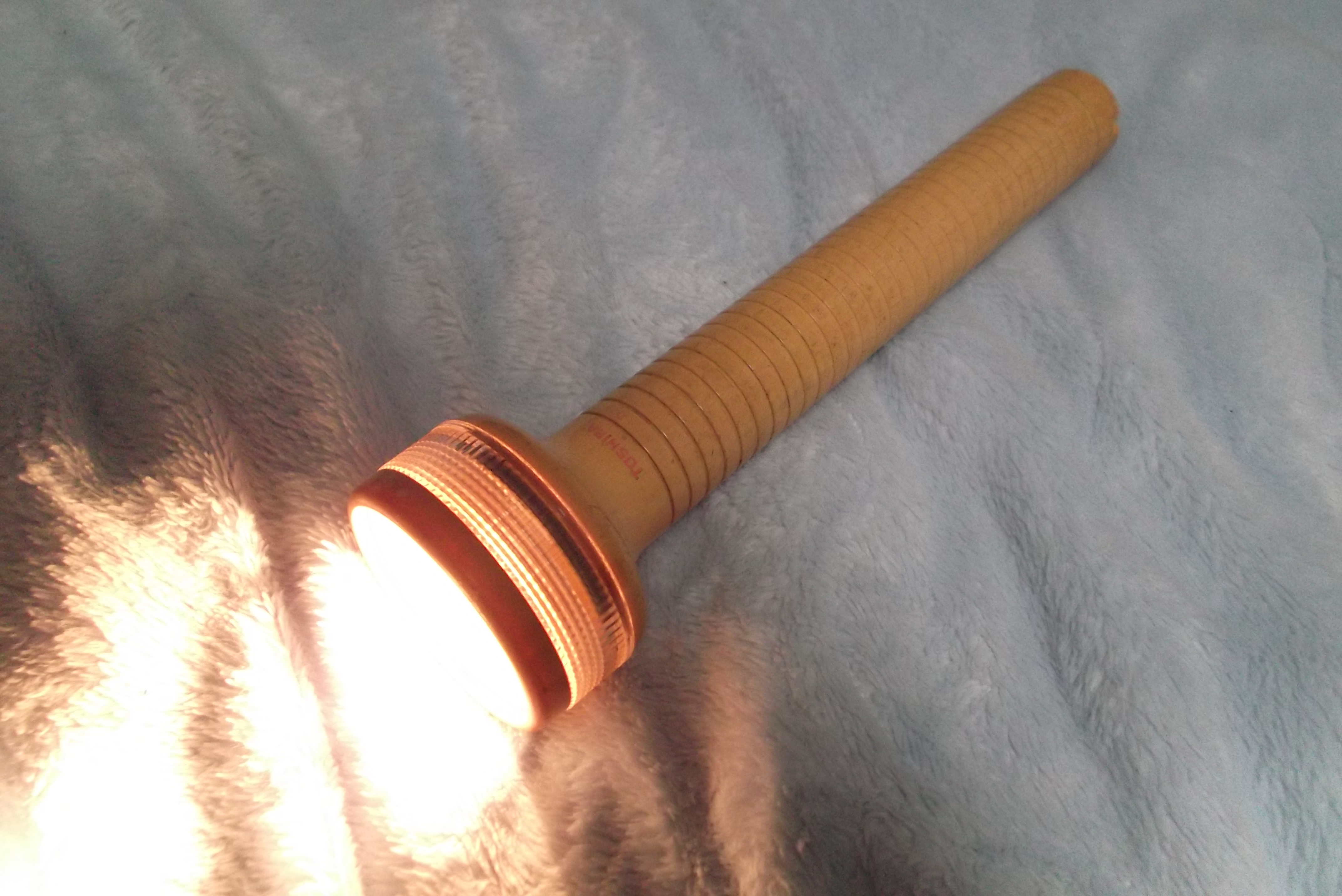
クリプトン防水ライト（東芝製）
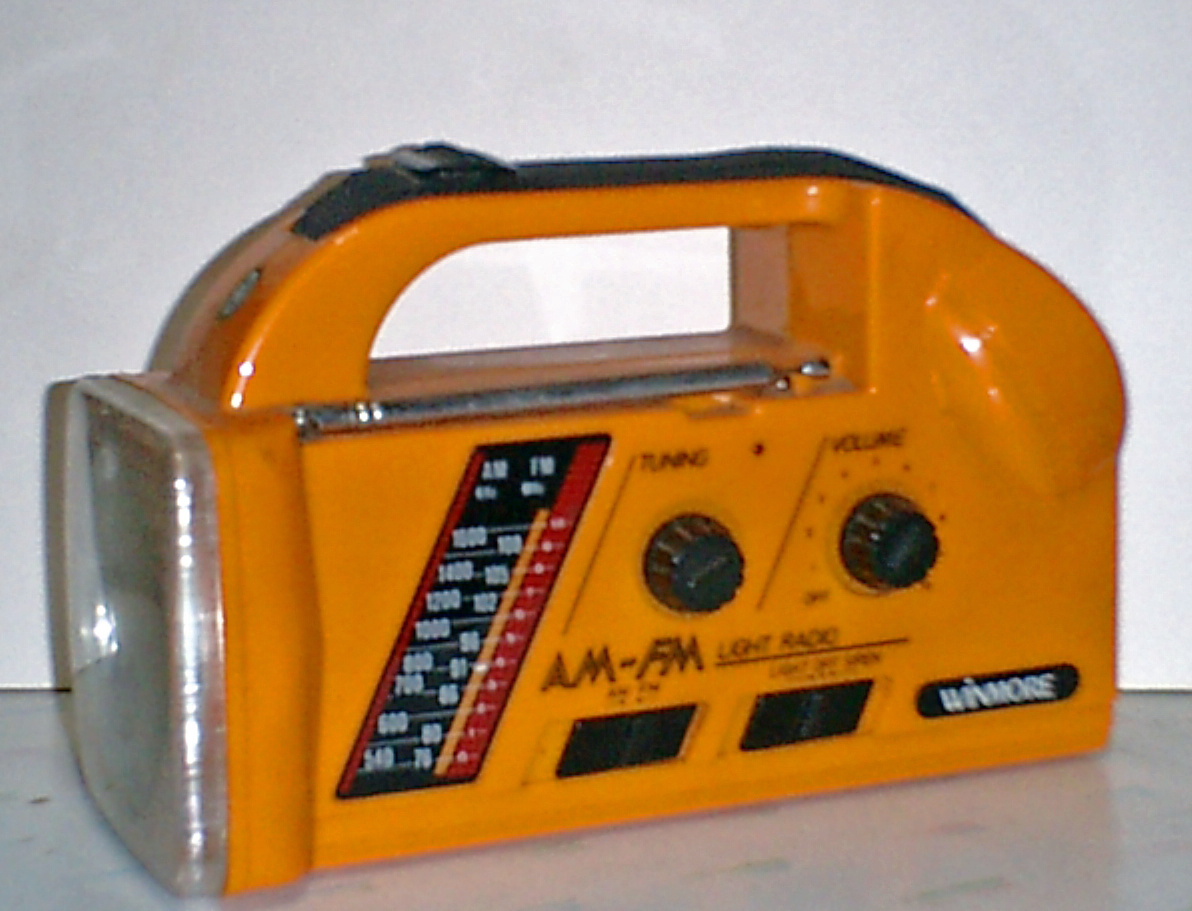
ラジオ付き懐中電灯
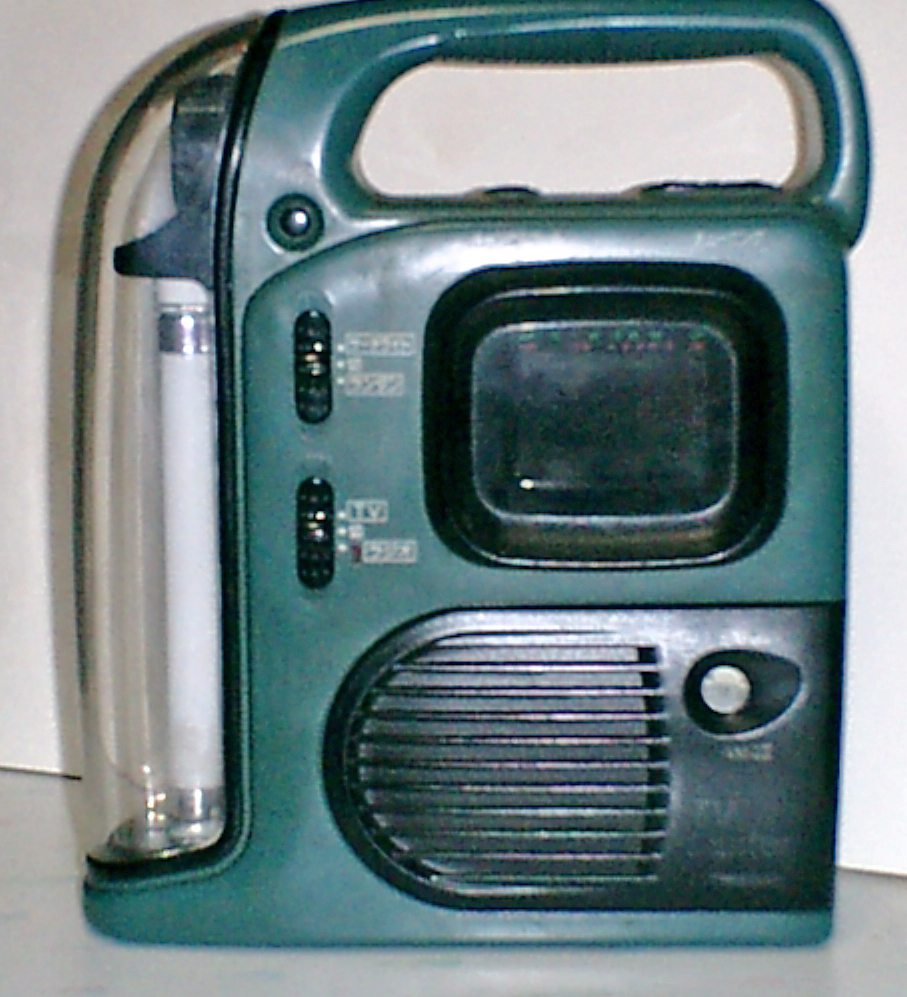
多機能ライト（ツインバード工業製）
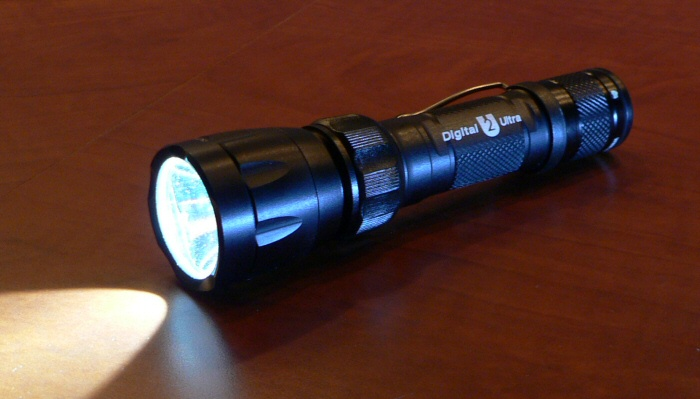
タクティカルライト（シュアファイア製）
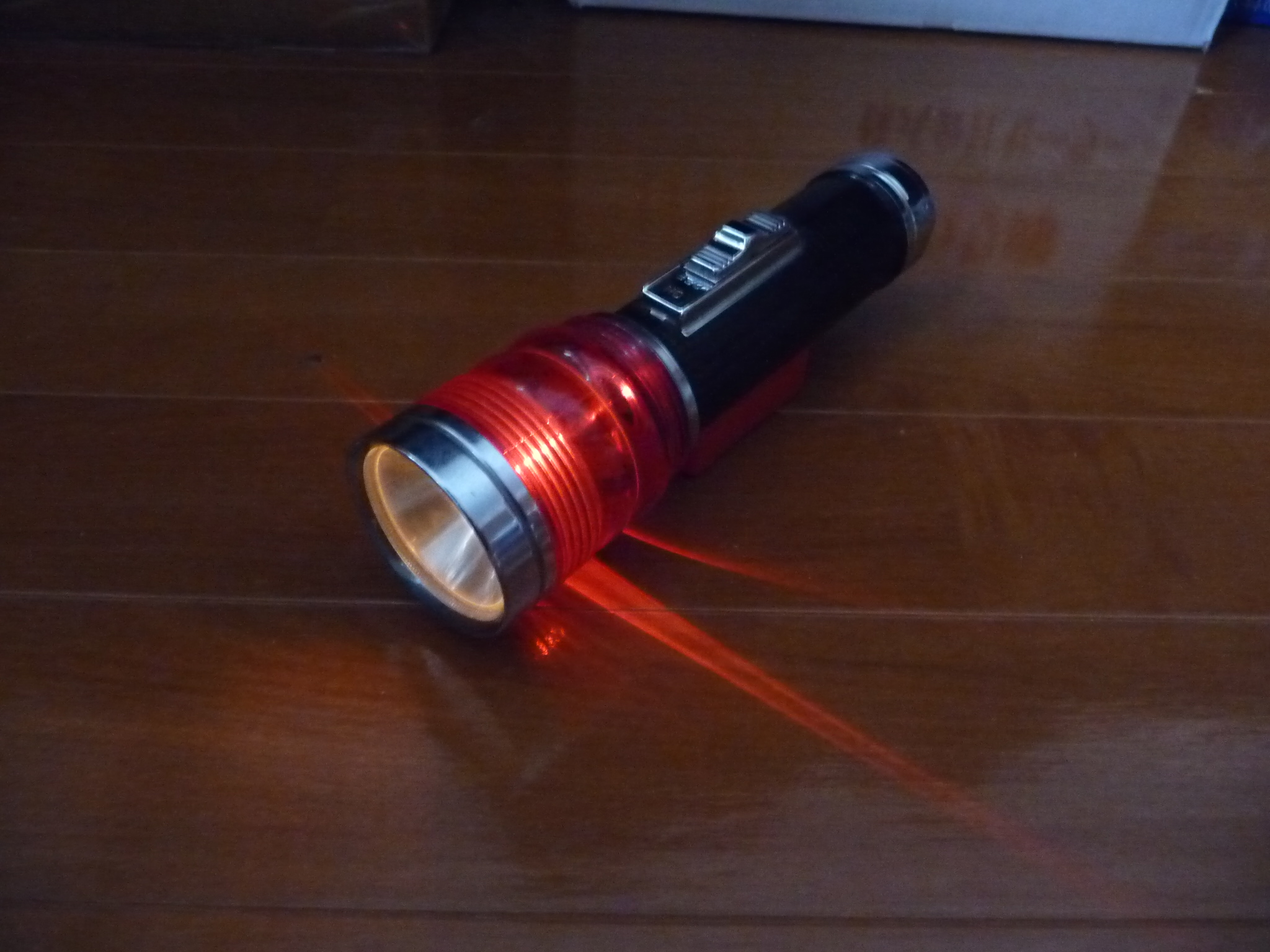
非常信号灯（東芝製）非常信号用で点灯中

## 電池に関する注意
懐中電灯の能力を正しく発揮するため、機種に適した電池を使用する必要がある。
長期保管を前提とした常備灯などではマンガン乾電池、高光量を求めたものはアルカリ乾電池での使用を想定して設計されたものが多い。
ニカド電池 (Ni-Cd) やニッケル・水素充電池 (Ni-MH) は電圧が低いため、アルカリ乾電池やマンガン乾電池の代わりに用いると十分な光量が得られない場合がある。なお、「エネループ」が普及して以降の新製品にはニッケル・水素充電池 (Ni-MH) に対応し、性能を十分に発揮できるものがある。ただしNi-MH電池を防爆ライトや水中ライトなどの気密性の高い機器で使用すると水素ガスが機器内部に充満して危険である。
かつて販売されていたオキシライド乾電池は電圧が高いため、短時間で電球のフィラメントを焼き切ってしまう危険性がある（注意書によると、実験ではフィラメントの高熱で豆電球が溶けた例もある）。そのため、オキシライド乾電池の製造元である松下電器産業（現：パナソニック）では、豆電球を使った機器に使用しないよう呼びかけている。
電池の液漏れによる腐食を防ぐため、長期間使用しない場合は電池を外しておくことが望ましい。常備灯にあっては、定期的な点検を心がけたい。なお、リチウム電池（一次電池）を利用するタイプには長期間放置しても大丈夫なタイプもある。

## 懐中電灯の使用に関する注意
強力な光を発する懐中電灯全般に言えることだが、注意書きにもあるように、人の顔めがけて照射してはならない（白内障等、視覚障害の原因となるため）。
高出力タイプの中には連続点灯時間が規定されているものがある。これは連続使用による温度上昇で故障する可能性があるためである。電球を使うタイプでは、フィラメントが切れたり電球自体が破損し、短時間で使用不能となることがある。本来長寿命であるLEDを使うタイプでも、大電流で明るさを売りにした製品などは熱による劣化でLEDの寿命が著しく短くなる。また、光源以外に電源回路も熱によるダメージを負う場合がある。詳細は各製品の取扱説明を参照すること。
防水型では、防水性能を維持するため、防水用のOリングなどを手入れすることが重要である。定期的なOリングへのシリコーンオイルの塗布やOリング自体の交換を必要とする（通常の機械油ではOリングが劣化・破損する場合があるので注意）。
2017年には、正当な理由なく懐中電灯を隠して持ち歩く行為により、軽犯罪法違反容疑で逮捕された事例がある。

## 主な懐中電灯メーカー＆ブランド名
- パナソニック株式会社（日本） - 東日本大震災以降、常備灯や多機能ライトといった防災を意識した製品を多く発売しており、自転車用ライトも販売してる。現在は同社に統合された三洋電機も多くの懐中電灯を作っていた。
- ジェントス株式会社（日本） - GENTOSとして日本国内のホームセンターや家電量販店で販売されている。マーケティングの強さから国内の産業分野・現場での支持が厚い。アウトドア用、自転車用など含めて種類がとても多く、デスクライトも手掛ける。日本では特別救助隊の御用達メーカー。
- 朝日電器株式会社（日本） - “ELPA”のブランド名で、日本国内のホームセンターや家電量販店で販売されている。
- 株式会社オーム電機(日本) - OHMのブランドで多品種を販売、仏壇用のろうそく型LEDライト等も手掛ける。
- 株式会社TJMデザイン(日本）- TAJIMAのブランド名で建設工具を多く手掛け懐中電灯もハンドライト、ヘッドランプ、ワークライトと建設現場での使用を想定した設計の物が中心である。
- 株式会社キャットアイ（日本） - CATEYEのブランド名で主に自転車用の製品を多く発売している。
- 冨士灯器株式会社 (日本)　- 大正九年創業、電化される以前から灯器を生産している老舗であり、現在はZEXUS、milestoneなどのブランドでヘッドランプを中心に光る釣り具なども展開している。
- MAG-LITE（米国） - 米国をはじめ世界的に有名。日本国内でも知名度は高く、比較的普及している。
- SureFire LLC（米国） - 20年以上にわたり米軍正式採用の実績をもつ。軍・警察・消防から一般向けの製品まで幅広く手がける。
- Streamlight（英語版）（米国） - 軍・警察・消防から一般向けの製品まで幅広く手がける。
- Petzl（英語版）（欧州・米国） - 工業、アウトドア向けのヘッドランプが有名。主に建造物のメンテナンスや救助活動や登山に使われる登攀器具のメーカーであり、日本国内では主にアウトドア用品店で販売されている。
- Energizer （米国）エナジャイザーのブランド名で電池が主であるが、上記の歴史の項でも触れられている通り懐中電灯の先駆者であり、現在でも特徴のある製品を多く販売している。
- Ledlenser（ドイツ） - “LEDLENSER”（レッドレンザー）のブランド名で発売。
- OLIGHT（中国）- オーライトのブランド名で大小様々な懐中電灯を扱う。日本国内では通信販売が主な販路となっている。
- IMALENT （中国）- 超高ルーメンの高出力懐中電灯を主なセールスポイントとして、世界で最も明るい懐中電灯として知られている。世界中では通信販売が主な販路となっている。